# San Antonio (rivier in de Verenigde Staten)
De San Antonio is een 386 kilometer lange rivier in de Amerikaanse staat Texas die ontspringt in San Antonio en naar het zuidoosten stroomt tot ze in de Guadalupe uitmondt, zo'n vijftien kilometer van de monding van deze laatste in de San Antonio Bay, onderdeel van de Golf van Mexico. De rivier stroomt door de county's Bexar, Goliad, Karnes, Refugio en Wilson.
De bronnen, er werden er circa honderd geïdentificeerd, benoemd als San Antonio Springs, liggen zo'n vijf kilometer ten noorden van het stadscentrum van San Antonio in een gebied dat nu onderdeel is van de campus van de University of the Incarnate Word, in het stadsdistrict Midtown Brackenridge. In downtown is langs de rivier de toeristische trekpleister van San Antonio uitgebouwd (naast de Alamo), de San Antonio River Walk, in het Spaans aangeduid als de Paseo del Río.
De eerste beschrijving van de rivier, toen genaamd de Yanaguana, kan gevonden worden in de geschriften van Spaans ontdekkingsreiziger Álvar Núñez Cabeza de Vaca die in zijn reis door Texas in 1535 de rivier inventariseerde. De rivier kreeg zijn naam in ere van Antonius van Padua van gouverneur Domingo Terán de los Ríos van Spaans Texas op 13 juni 1691, de dag van Sint-Antonius. Doorheen de geschiedenis was de rivier onder meer de noordgrens van het woongebied van de Coahuilteken en bij de expansie van Nieuw-Spanje tijdelijk een onderdeel van de noordgrens van dit vicekoninkrijk.

## Fotogalerij

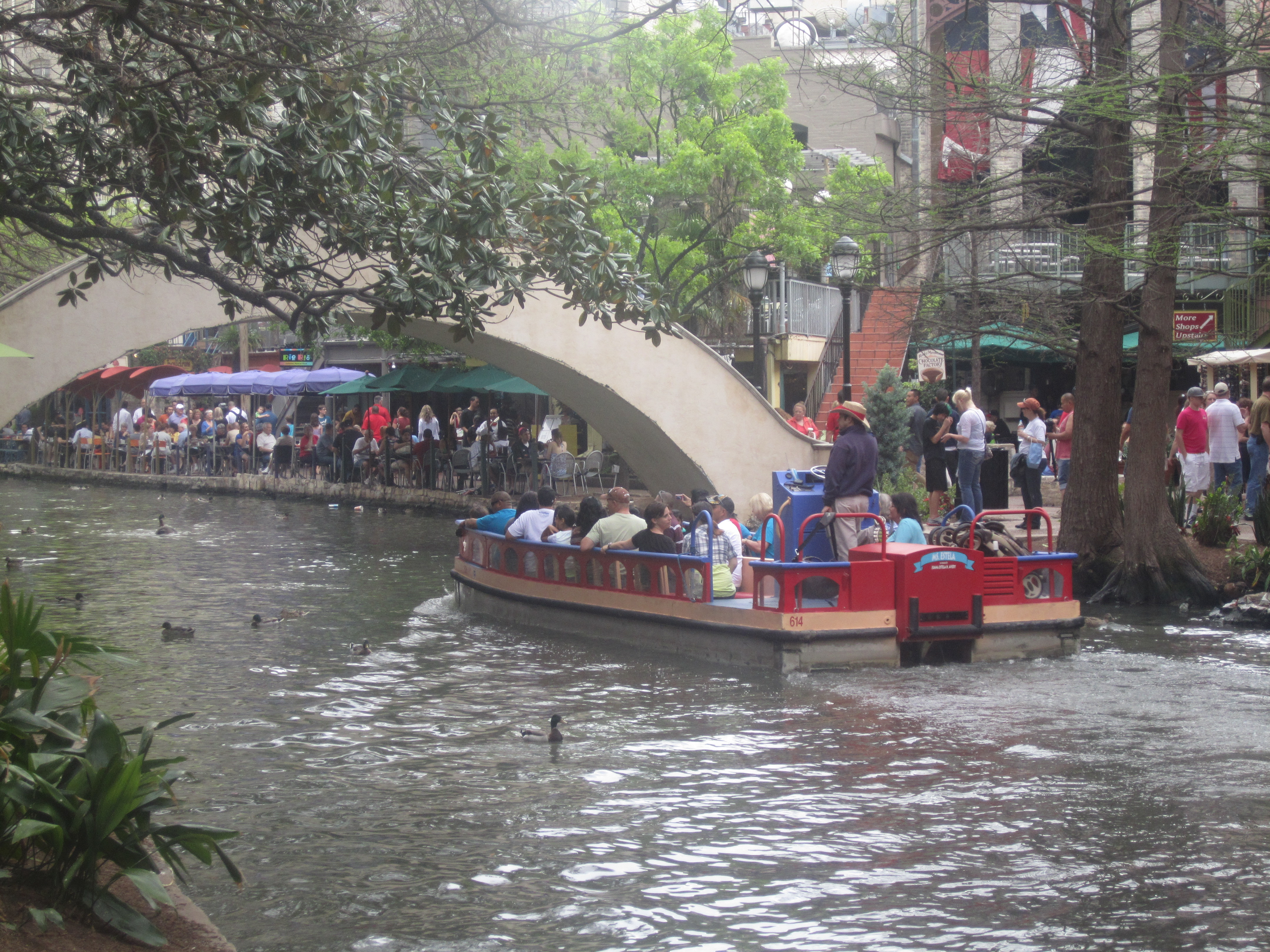
De San Antonio River Walk of de Paseo del Río
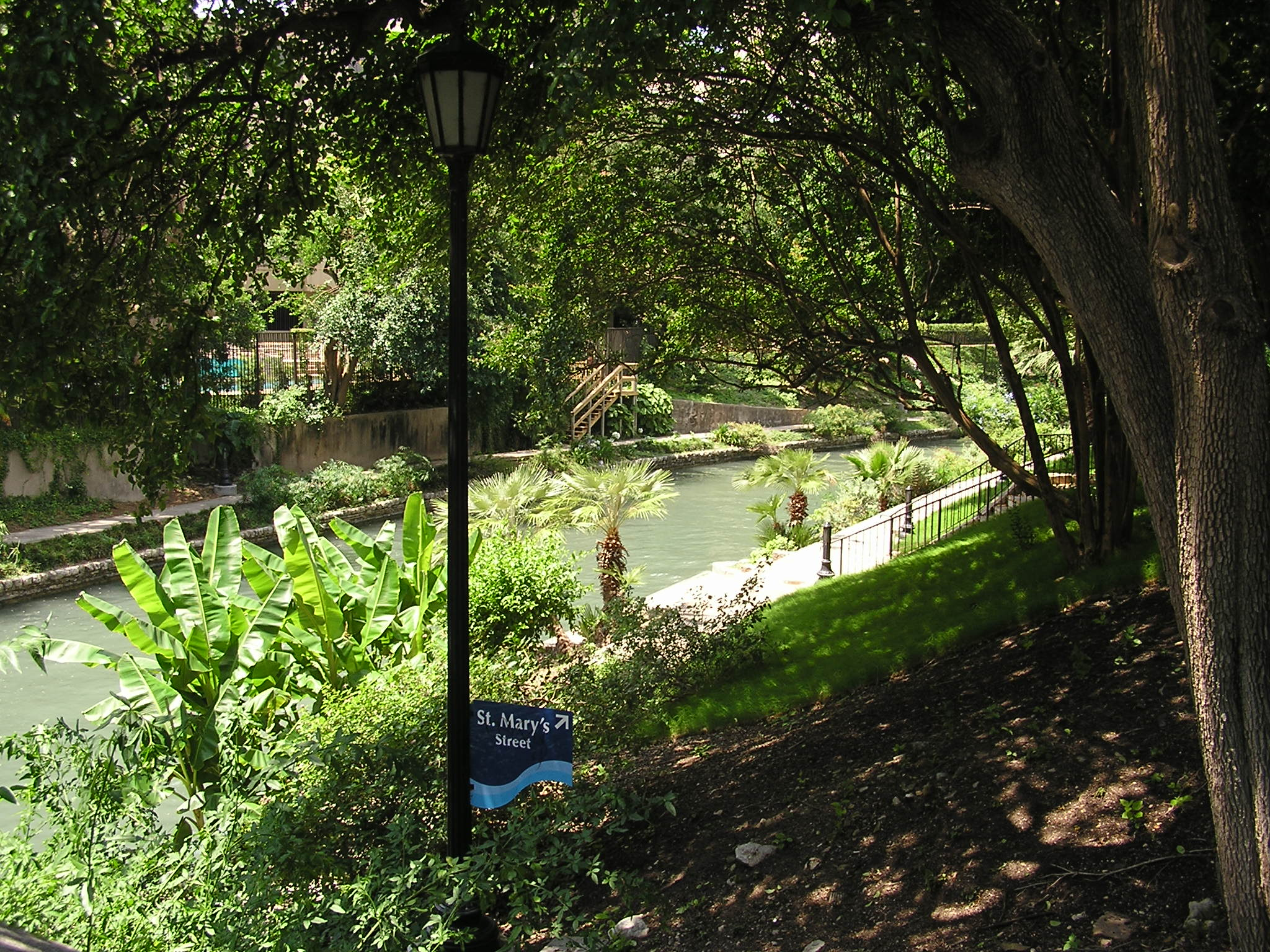
De San Antonio River doorheen Downtown San Antonio
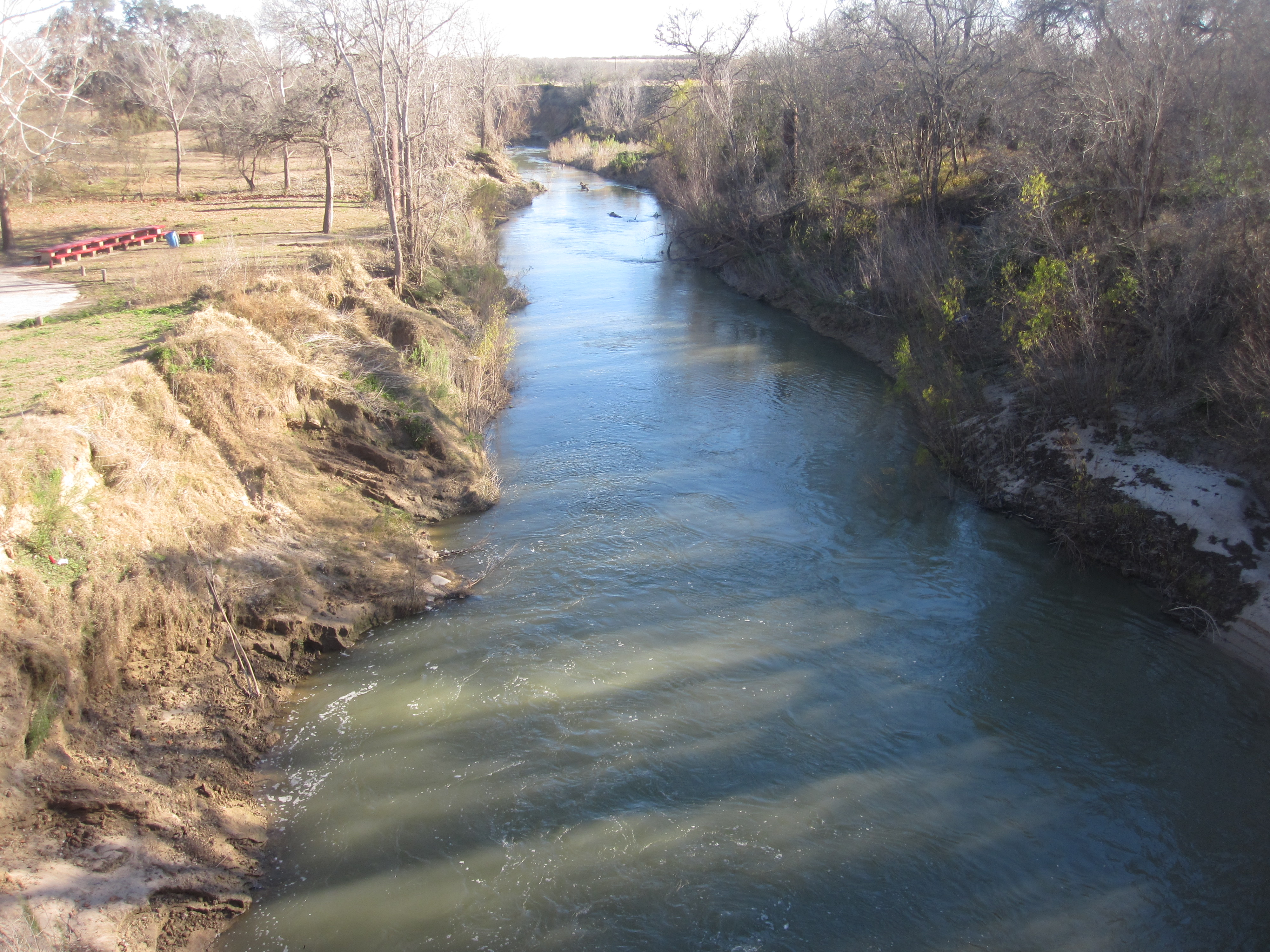
De San Antonio River in het Floresville River Park in Floresville
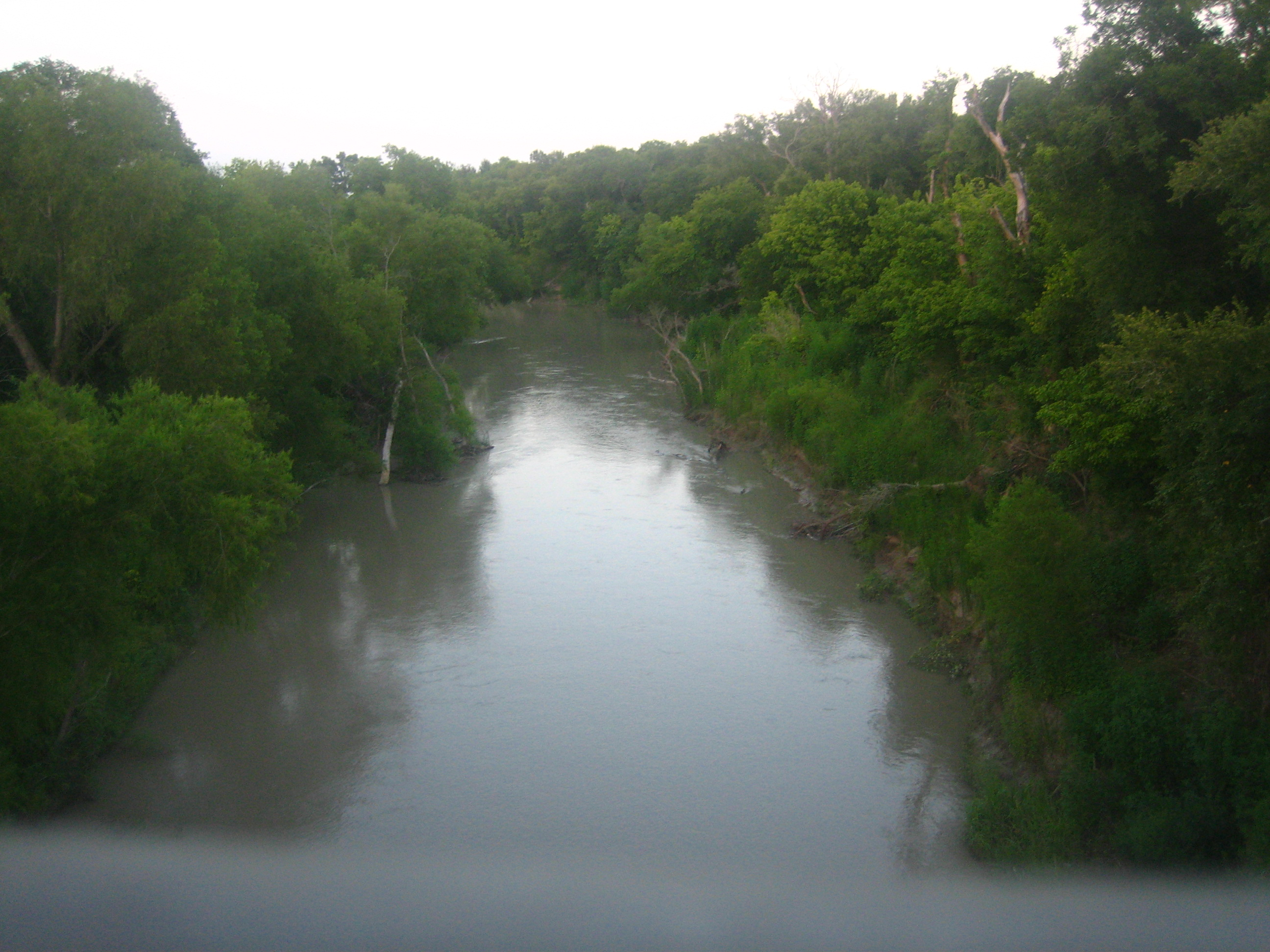
De San Antonio River doorheen Goliad

- Library of Congress Control Number: sh85117079
- National Archives and Records Administration: 10046781
- Nationale Bibliotheek van Israël: 987007553411905171